# Ernia

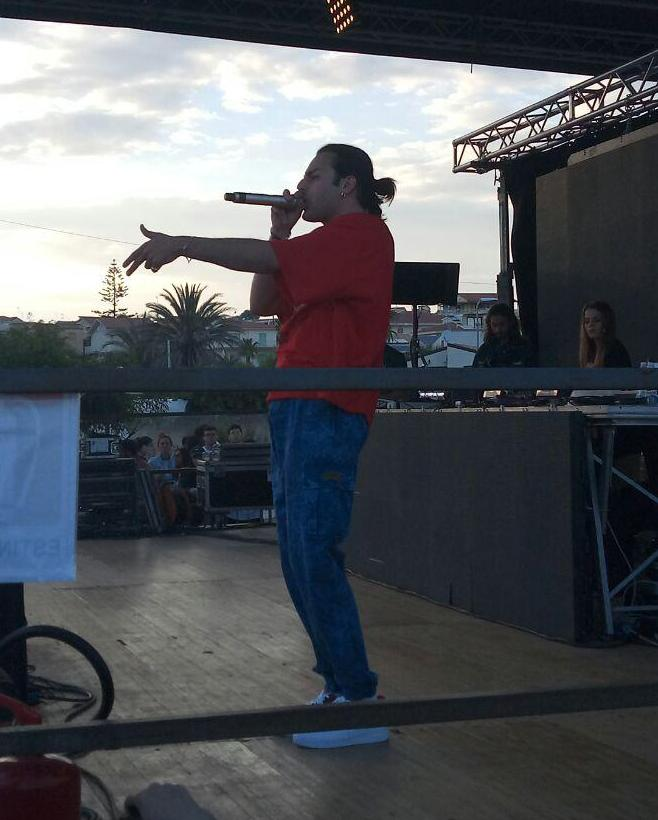
Ernia (2019)

Ernia (* 29. November 1993 in Mailand als Matteo Professione), auch bekannt als Er Nyah, ist ein italienischer Rapper.

## Werdegang
2011 gründete der junge Rapper zusammen mit Ghali, Maite und Produzent Fawzi das Kollektiv Troupe d’élite. Dieses erhielt einen Plattenvertrag beim Label Tanta Roba von Guè Pequeno und DJ Harsh und debütierte dort 2012 mit einer selbstbetitelten EP. Da der Erfolg ausblieb, verließ das Kollektiv das Label wieder und veröffentlichte 2014 das Album Il mio giorno preferito als Gratisdownload. Danach gingen die Mitglieder gesonderte Wege; während Ghali bereits seine Solokarriere begann, pausierte Professione zunächst.
Ende 2016 meldete sich der Rapper, nun endgültig als Ernia, mit der online verbreiteten EP No Hooks zurück. Sein erstes Soloalbum Come uccidere un usignolo erschien 2017 beim Major-Label Universal und erreichte die Top fünf der Albumcharts. Auf der 67-Edition des Albums waren auch Kollabos mit Mecna und Guè Pequeno enthalten. Das zweite Album mit dem Titel 68 folgte im September 2018 und konnte auf Anhieb die Spitze der Charts erreichen. Darauf enthalten ist auch ein Duett mit Tedua.

## Diskografie

### Alben
| Jahr | Titel Musiklabel                                            | Höchstplatzierung, Gesamtwochen, AuszeichnungChartplatzierungen (Jahr, Titel, Musiklabel, Platzierungen, Wochen, Auszeichnungen, Anmerkungen) | Höchstplatzierung, Gesamtwochen, AuszeichnungChartplatzierungen (Jahr, Titel, Musiklabel, Platzierungen, Wochen, Auszeichnungen, Anmerkungen) | Anmerkungen                                                 | [↑]: gemeinsam behandelt mit vorhergehendem Eintrag; [←]: in beiden Charts platziert |
| Jahr | Titel Musiklabel                                            | IT | CH | Anmerkungen                                                 |                                                                                      |
| ---- | ----------------------------------------------------------- | --- | --- | ----------------------------------------------------------- | ------------------------------------------------------------------------------------ |
| 2017 | Come uccidere un usignolo Thaurus (UMG)                     | IT5 Platin · (51 Wo.)IT | — | Erstveröffentlichung: 2. Juni 2017 Verkäufe: + 50.000       |                                                                                      |
| 2017 | Come uccidere un usignolo (67-Edition) Thaurus (UMG)[IT: ↑] | IT5 Platin · (51 Wo.)IT | — | Erstveröffentlichung: 3. November 2017                      |                                                                                      |
| 2018 | 68 Island Records (UMG)                                     | IT1 ×2Doppelplatin · (105 Wo.)IT | — | Erstveröffentlichung: 7. September 2018 Verkäufe: + 100.000 |                                                                                      |
| 2019 | 68 – Till the End Island Records (UMG)[IT: ↑]               | IT1 ×2Doppelplatin · (105 Wo.)IT | — | Erstveröffentlichung: 5. April 2019                         |                                                                                      |
| 2020 | Gemelli Island Records (UMG)                                | IT1 ×5Fünffachplatin · (222 Wo.)IT | CH61 (1 Wo.)CH | Erstveröffentlichung: 18. Juni 2020 Verkäufe: + 250.000     |                                                                                      |
| 2021 | Gemelli (ascendente Milano) Island Records (UMG)[IT: ↑]     | IT1 ×5Fünffachplatin · (222 Wo.)IT | — | Erstveröffentlichung: 21. Mai 2021 Verkäufe: + 200.000      |                                                                                      |
| 2022 | Io non ho paura Island Records (UMG)                        | IT1 ×3Dreifachplatin · (96 Wo.)IT | CH32 (1 Wo.)CH | Erstveröffentlichung: 4. Mai 2023 Verkäufe: + 150.000       |                                                                                      |

### Singles
| Jahr | Titel Album                                          | Höchstplatzierung, Gesamtwochen, AuszeichnungChartsChartplatzierungen (Jahr, Titel, Album, Platzierungen, Wochen, Auszeichnungen, Anmerkungen) | Anmerkungen                                                                             |
| Jahr | Titel Album                                          | IT | Anmerkungen                                                                             |
| --- | ---------------------------------------------------- | --- | --------------------------------------------------------------------------------------- |
| 2018 | 68                                                   | IT54 Gold · (1 Wo.)IT | Erstveröffentlichung: 14. September 2018 Verkäufe: + 35.000                             |
| 2019 | Certi giorni 68 – Till the End                       | IT44 Platin · (5 Wo.)IT | Erstveröffentlichung: 27. März 2019 Verkäufe: + 70.000; feat. Nitro                     |
| 2020 | Superclassico Gemelli                                | IT1 ×7Siebenfachplatin · (83 Wo.)IT | Erstveröffentlichung: 19. Juni 2020 Verkäufe: + 700.000                                 |
| 2021 | Ferma a guardare (Remix) Gemelli (ascendente Milano) | IT3 (58 Wo.)IT | Erstveröffentlichung: 20. Januar 2021 mit Pinguini Tattici Nucleari                     |
| 2021 | Di notte Gemelli (ascendente Milano)                 | IT17 Platin · (16 Wo.)IT | Erstveröffentlichung: 21. Mai 2021 Verkäufe: + 70.000; feat. Sfera Ebbasta & Carl Brave |
| 2021 | Lewandowski VIII (Red Bull 64 Bars) –                | IT22 Gold · (2 Wo.)IT | Erstveröffentlichung: 28. Mai 2021 Verkäufe: + 50.000; mit Greg Willen                  |
| 2022 | Bella fregatura Io non ho paura                      | IT5 ×2Doppelplatin · (27 Wo.)IT | Erstveröffentlichung: 18. November 2022 Verkäufe: + 200.000                             |
| 2023 | Il mio nome Io non ho paura                          | IT27 Platin · (12 Wo.)IT | Erstveröffentlichung: 7. April 2023 Verkäufe: + 100.000; Remix feat. Mara Sattei        |
| 2023 | Lewandowski X Io non ho paura (Riedizione 2023)      | IT43 (1 Wo.)IT | Erstveröffentlichung: 5. Mai 2023                                                       |
| 2023 | Parafulmini Io non ho paura (Riedizione 2023)        | IT13 ×3Dreifachplatin · (39 Wo.)IT | Erstveröffentlichung: 25. Mai 2023 Verkäufe: + 300.000; mit Bresh & Fabri Fibra         |
| Folgende Lieder erschienen nicht als Single, wurden aber durch das Album zum Download und Streaming bereitgestellt und konnten somit eine Platzierung erlangen: |                                                      | |                                                                                         |
| |                                                      | |                                                                                         |
| 2017 | Disgusting Come uccidere un usignolo (67-Edition)    | IT48 Gold · (4 Wo.)IT | Verkäufe: + 25.000; feat. Guè Pequeno                                                   |
| 2018 | Simba 68                                             | IT38 Platin · (3 Wo.)IT | Verkäufe: + 70.000                                                                      |
| 2018 | Bro 68                                               | IT33 (2 Wo.)IT | feat. Tedua                                                                             |
| 2018 | Paranoia mia 68                                      | IT68 (1 Wo.)IT |                                                                                         |
| 2018 | Tosse (La fine) 68                                   | IT79 (1 Wo.)IT |                                                                                         |
| 2018 | Domani 68                                            | IT86 (1 Wo.)IT |                                                                                         |
| 2018 | No Pussy 68                                          | IT88 (1 Wo.)IT |                                                                                         |
| 2018 | Sigarette (L’inizio) 68                              | IT94 (1 Wo.)IT |                                                                                         |
| 2018 | QQQ 68                                               | IT96 (1 Wo.)IT |                                                                                         |
| 2019 | Lewandowski VI 68 – Till the End                     | IT51 Gold · (1 Wo.)IT | Verkäufe: + 50.000                                                                      |
| 2019 | Ti ho perso 68 – Till the End                        | IT53 Gold · (1 Wo.)IT | Verkäufe: + 35.000                                                                      |
| 2019 | Il mondo chico 68 – Till the End                     | IT55 (1 Wo.)IT | feat. Lazza                                                                             |
| 2019 | Phi 68 – Till the End                                | IT66 Platin · (1 Wo.)IT | Verkäufe: + 100.000                                                                     |
| 2019 | Mr. Bamboo 68 – Till the End                         | IT75 (1 Wo.)IT | feat. Chadia Rodríguez                                                                  |
| 2020 | Bro II Vita Vera Mixtape                             | IT16 (2 Wo.)IT | mit Tedua & Chris Nolan                                                                 |
| 2020 | Puro sinaloa Gemelli                                 | IT5 Platin · (6 Wo.)IT | Verkäufe: + 70.000; feat. Tedua, Rkomi & Lazza                                          |
| 2020 | Non me ne frega un cazzo Gemelli                     | IT11 Gold · (4 Wo.)IT | Verkäufe: + 35.000; feat. Fabri Fibra                                                   |
| 2020 | Vivo Gemelli                                         | IT12 Gold · (3 Wo.)IT | Verkäufe: + 35.000                                                                      |
| 2020 | Morto dentro Gemelli                                 | IT14 Gold · (3 Wo.)IT | Verkäufe: + 35.000                                                                      |
| 2020 | Ferma a guardare Gemelli                             | IT18 ×5Fünffachplatin · (3 Wo.)IT | Verkäufe: + 500.000                                                                     |
| 2020 | Meryxsempre Gemelli                                  | IT21 Gold · (2 Wo.)IT | Verkäufe: + 50.000; feat. Shiva                                                         |
| 2020 | Pensavo di ucciderti Gemelli                         | IT23 Gold · (2 Wo.)IT | Verkäufe: + 50.000; feat. Luchè                                                         |
| 2020 | U2 Gemelli                                           | IT24 Gold · (2 Wo.)IT | Verkäufe: + 35.000                                                                      |
| 2020 | Fuoriluogo Gemelli                                   | IT28 Gold · (2 Wo.)IT | Verkäufe: + 35.000; feat. Madame                                                        |
| 2020 | Cigni Gemelli                                        | IT36 (1 Wo.)IT |                                                                                         |
| 2020 | Bugie Gemelli                                        | IT41 (1 Wo.)IT |                                                                                         |
| 2020 | Wow Mentre nessuno guarda                            | IT62 (1 Wo.)IT | mit Mecna                                                                               |
| 2021 | Sirena Obe                                           | IT27 Gold · (2 Wo.)IT | Verkäufe: + 50.000; mit Mace & Samurai Jay feat. Darrn                                  |
| 2021 | Lewandowski VII Gemelli (ascendente Milano)          | IT44 (1 Wo.)IT |                                                                                         |
| 2021 | La prima volta Gemelli (ascendente Milano)           | IT76 (1 Wo.)IT |                                                                                         |
| 2021 | Scegliere bene Gemelli (ascendente Milano)           | IT99 (1 Wo.)IT |                                                                                         |
| 2022 | Apri Blocco 181 (Sampler)                            | IT67 (1 Wo.)IT |                                                                                         |
| 2022 | Buonanotte Io non ho paura                           | IT3 Gold · (4 Wo.)IT | Verkäufe: + 50.000                                                                      |
| 2022 | Acqua tonica Io non ho paura                         | IT4 ×2Doppelplatin · (22 Wo.)IT | Verkäufe: + 200.000; feat. Geolier & Junior K                                           |
| 2022 | Qualcosa che manca Io non ho paura                   | IT11 (2 Wo.)IT | feat. Rkomi                                                                             |
| 2022 | Tutti hanno paura Io non ho paura                    | IT16 (2 Wo.)IT | feat. Marco Mengoni                                                                     |
| 2022 | Bu! Io non ho paura                                  | IT17 (2 Wo.)IT |                                                                                         |
| 2022 | Così stupidi Io non ho paura                         | IT19 (2 Wo.)IT |                                                                                         |
| 2022 | Cattive intenzioni Io non ho paura                   | IT20 (2 Wo.)IT | feat. Salmo                                                                             |
| 2022 | Bastava la meta Io non ho paura                      | IT21 (2 Wo.)IT | feat. Gaia & Guè                                                                        |
| 2022 | Weekend Io non ho paura                              | IT25 (1 Wo.)IT |                                                                                         |
| 2022 | Non ho sonno Io non ho paura                         | IT34 (1 Wo.)IT |                                                                                         |
| 2022 | Rose & fiori Io non ho paura                         | IT40 (1 Wo.)IT |                                                                                         |
| 2022 | L’Impostore Io non ho paura                          | IT46 (1 Wo.)IT |                                                                                         |

Weitere Singles
- 2017: Ego
- 2017: Madonna (mit Rkomi) – Gold (25.000+)[4]
- 2017: Bella – ×2Doppelplatin  (200.000+)[4]
- 2017: Gotham – Gold (50.000+)[4]

### Gastbeiträge
| Jahr | Titel Album                               | Höchstplatzierung, Gesamtwochen, AuszeichnungChartsChartplatzierungen (Jahr, Titel, Album, Platzierungen, Wochen, Auszeichnungen, Anmerkungen) | Anmerkungen |
| Jahr | Titel Album                               | IT | Anmerkungen |
| --- | ----------------------------------------- | --- | --- |
| 2018 | Acqua calda e limone Ossigeno             | IT45 Platin · (2 Wo.)IT | Erstveröffentlichung: 19. Juli 2018 Verkäufe: + 70.000; Rkomi feat. Ernia                                                       |
| 2020 | Nuove strade –                            | IT51 (1 Wo.)IT | Erstveröffentlichung: 23. September 2020 Nuove Strade feat. Ernia, Rkomi, Madame, Gaia, Samurai Jay & Andry The Hitmaker        |
| 2021 | Polka 2 :-/ Forever and Ever              | IT16 Gold · (3 Wo.)IT | Erstveröffentlichung: 2. April 2021 Verkäufe: + 35.000; Rosa Chemical feat. Guè Pequeno & Ernia                                 |
| 2024 | Il doc 4 –                                | IT39 (4 Wo.)IT | Erstveröffentlichung: 14. Februar 2024 Villabanks feat. Ernia, Emis Killa, Niky Savage & Andry the Hitmaker                     |
| 2024 | Istinto animale –                         | IT29 (4 Wo.)IT | Erstveröffentlichung: 10. Mai 2024 Don Joe feat. Guè, Annalisa & Ernia                                                          |
| 2024 | MyLove! –                                 | IT87 (1 Wo.)IT | Erstveröffentlichung: 5. September 2024 Sixpm feat. Rose Villain, Ernia & SDF                                                   |
| 2024 | Take Me to the Beach –                    | IT89 (1 Wo.)IT | Erstveröffentlichung: 5. September 2024 Imagine Dragons feat. Ernia                                                             |
| Folgende Lieder erschienen nicht als Single, wurden aber durch das Album zum Download und Streaming bereitgestellt und konnten somit eine Platzierung erlangen: |                                           | | |
| |                                           | | |
| 2019 | Novità Mattoni                            | IT6 Platin · (6 Wo.)IT | Verkäufe: + 70.000; Night Skinny feat. Rkomi, Ernia & Tedua                                                                     |
| 2019 | Numero10 Mattoni                          | IT19 (2 Wo.)IT | Night Skinny feat. Ernia & Quentin40                                                                                            |
| 2019 | Se mi perdo altrove Acquario              | IT82 (1 Wo.)IT | Coco feat. Ernia & Mecna |
| 2021 | Per tutta la città 17 (Dark Edition)      | IT42 (1 Wo.)IT | Emis Killa & Jake La Furia feat. Ernia                                                                                          |
| 2021 | Nuda Madame                               | IT31 (1 Wo.)IT | Madame feat. Ernia |
| 2021 | 10 ragazze Taxi Driver                    | IT6 ×2Doppelplatin · (25 Wo.)IT | Verkäufe: + 140.000; Rkomi feat. Ernia & Mace                                                                                   |
| 2021 | Futura ex Guesus                          | IT9 Gold · (4 Wo.)IT | Verkäufe: + 50.000; Guè feat. Ernia                                                                                             |
| 2022 | Creatur X2                                | IT10 (3 Wo.)IT | Sick Luke feat. Ernia & Geolier                                                                                                 |
| 2022 | Ci riuscirò davvero Dove volano le aquile | IT33 (1 Wo.)IT | Luchè feat. Ernia |
| 2022 | BTX Posse Botox                           | IT16 Gold · (6 Wo.)IT | Verkäufe: + 50.000; Night Skinny feat. Coez, Ernia, Fabri Fibra, Geolier, Guè, Lazza, L’immortale, MamboLosco, Paky & Tony Effe |
| 2022 | Prodotto Botox                            | IT22 (2 Wo.)IT | Night Skinny feat. Ernia, Jake La Furia, Lazza & Paky                                                                           |
| 2022 | Marciapiede Botox                         | IT27 (2 Wo.)IT | Night Skinny feat. Ernia, Rkomi & Tony Effe                                                                                     |
| 2022 | Addio Botox                               | IT33 (2 Wo.)IT | Night Skinny feat. Ernia, Gazzelle, Mahmood & Rkomi                                                                             |
| 2022 | Sparami Botox                             | IT68 (1 Wo.)IT | Night Skinny feat. Ariete, CoCo & Ernia                                                                                         |
| 2023 | MC Drive (La haine) Effetto notte         | IT49 (1 Wo.)IT | Emis Killa feat. Ernia & Coez                                                                                                   |
| 2024 | Nemico I Nomi del Diavolo                 | IT19 (3 Wo.)IT | Kid Yugi feat. Ernia |
| 2024 | Stan Radio Sakura                         | IT36 (… Wo.)IT | Rose Villain feat. Ernia |
| 2024 | Lumiere Maya                              | IT35 (2 Wo.)IT | Mace feat. Izi, Ernia, Tony Boy & Digital Astro                                                                                 |
| 2024 | Non mi vedi L’angelo del male             | IT36 (1 Wo.)IT | Baby Gang feat. Higashi, Fabri Fibra, Ernia, Rkomi & Geolier                                                                    |
| 2024 | Io vorrei 2024 Fra                        | IT78 (4 Wo.)IT | Gigi D’Alessio feat. Elodie & Ernia                                                                                             |
| 2024 | Good Girl Containers                      | IT18 (3 Wo.)IT | Night Skinny feat. Rkomi, Ernia & Bresh                                                                                         |
| 2024 | Se corri Lettera Q                        | IT51 (1 Wo.)IT | Nayt feat. Ernia |
| 2025 | Nei dm Tropico del capricorno             | IT36 (… Wo.)IT | Guè feat. Ernia & Tormento |
| 2025 | Milano Bloody Money Fame                  | IT75 (1 Wo.)IT | Jake La Furia & Night Skinny feat. Ernia                                                                                        |

Weitere Gastbeiträge
- 2020: Iqos (Giaime & Andry the Hitmaker feat. Ernia) – Gold (35.000+)[4]

## Belege
1. ↑  Ernia cantante: età, vero nome, fidanzata, altezza, canzoni, album, foto, Instagram. In: DonnaPOP. 3. August 2021, abgerufen am 22. Februar 2022 (italienisch).
2. ↑  Alben von Ernia. In: Italiancharts.com. Hung Medien, abgerufen am 11. Oktober 2018.
3. ↑  Discography Ernia. In: Hitparade.ch. Hung Medien, abgerufen am 1. Juli 2020.
4. 1 2 3 4 5 6 7 8 9 10 11 12 13 14 15 16 17 18 19 20 21 22 23 24 25 26 27 28 29 30 31 32 33 34 35 36 37 38 39 40  Certificazioni Ernia. FIMI, abgerufen am 7. Januar 2025.
5. 1 2  Archivio classifiche Top Singoli. FIMI, abgerufen am 7. Januar 2025 (italienisch).

| Personendaten    | Personendaten                                          |
| ---------------- | ------------------------------------------------------ |
| NAME             | Ernia                                                  |
| ALTERNATIVNAMEN  | Professione, Matteo (Geburtsname); Er Nyah (Pseudonym) |
| KURZBESCHREIBUNG | italienischer Rapper                                   |
| GEBURTSDATUM     | 29. November 1993                                      |
| GEBURTSORT       | Mailand                                                |